# Navoi
Navoí o Navoi (uzbeko: Navoiy) (también escrito como Navoy o Navoiy) es una ciudad con una población de 161.243 hab. (2024) capital de la Provincia de Navoí en la parte sudoeste de Uzbekistán. Está ubicado en la latitud 40°5′4 N; longitud 65°22′45 E, a una altitud de 382 metros.

## Historia
Originalmente conocida como Kermine ("Karmana") en el marco del Emirato de Bujará, la ciudad fue refundada, en 1958, bajo el nombre del gran poeta y estadista uzbeco Alisher Navoí, que escribió en persa y chagatai en la corte del emir Husein Boykara (o Husayn Boyqaro) en Herat.

## Economía
La región de Navoí tiene grandes reservas de gas natural y depósitos de metales preciosos, así como grandes reservas de materias primas para la producción de materiales de construcción. Entre las empresas en Navoí destacann: Zarafshan Gold Mining, y Metallurgical Complexes, cuyo extracto es uno de los oros más puros en el mundo. La empresa Navoiy Azot es el mayor productor de fertilizantes minerales en el país.
La zona franca de Navoí (Navoi Free Industrial Economic Zone) es un proyecto presidencial de diciembre de 2008 que contempla la creación de un nudo de transporte, innovación e industria en Asia Central. A finales de 2009, se habían firmado casi 40 acuerdos por un valor de 500 millones de dólares. Las primeras instalaciones se pondrán en marcha a lo largo de 2010.